# Heterochthonius monocerus
Heterochthonius monocerus är en kvalsterart som beskrevs av Yu.A. Pankov 2002. Heterochthonius monocerus ingår i släktet Heterochthonius och familjen Heterochthoniidae. Inga underarter finns listade i Catalogue of Life.